# Noel Pemberton Billing
Noel Pemberton Billing (31 de enero de 1881 - 11 de noviembre de 1948), también conocido como Noel Pemberton-Billing, fue un aviador, inventor, editor y miembro del Parlamento Británico. Fundó la firma que se convirtió en Supermarine y promovió el poderío aéreo de su país, manteniendo una fuerte oposición hacia la Royal Aircraft Factory y sus productos. Destacó durante la Primera Guerra Mundial por sus opiniones populistas y por un juicio por difamación aireado por la prensa sensacionalista.

## Primeros años
Nacido como Noel Billing en Hampstead, un suburbio residencial en el norte de Londres, se escapó de casa a la edad de 13 años y viajó a Sudáfrica. Después de probar varias ocupaciones, se unió a la policía montada y se convirtió en boxeador. También era actor cuando tomó el nombre extra de Pemberton. Luchó en la segunda guerra bóer, donde intervino en la liberación de Ladysmith, posteriormente revocada.
Regresó a Gran Bretaña en 1903 y utilizó sus ahorros para abrir un garaje en Kingston-upon-Thames. El negocio tuvo éxito, pero se interesó más por la aviación, que entonces estaba en sus inicios. Fracasó en su intento de abrir un aeródromo en Essex, por lo que comenzó una carrera inmobiliaria de corta duración, mientras estudiaba para convertirse en abogado. Aprobó los exámenes, pero pasó a vender yates a vapor. Convencido del potencial de la aviación motorizada, fundó un campo de vuelo con amplias instalaciones en un pantano desecado en Fambridge (Essex) en 1909, pero esta ambiciosa empresa no prosperó, dado que la actividad de la aviación británica se centró en Brooklands. En 1913 se apostó con Frederick Handley Page que podría obtener su licencia de piloto a las 24 horas de sentarse por primera vez en un avión. Ganó su apuesta, obteniendo el número de licencia 683 y 500 libras (equivalentes a más de 28.000 en 2010), dinero que utilizó para fundar en 1913 una empresa para construir aviones, Pemberton-Billing Ltd, con Hubert Scott-Paine como director de fábrica. Registró para la compañía la dirección telegráfica Supermarine, Southampton, y pronto adquirió locales en Oakbank Wharf, en Woolston (Southampton) y comenzó la construcción de sus diseños de hidrocanoas. No tardaron en aparecer dificultades financieras, pero el inicio de la Primera Guerra Mundial revivió la suerte del negocio.
En 1914, Billing se unió al Real Servicio Aéreo Naval, y en octubre se le concedió una comisión temporal como teniente. Estuvo involucrado en el ataque aéreo a los cobertizos de Zeppelin cerca del lago Constanza, realizado en noviembre de 1914. Pudo vender su participación en la empresa de aviación a Scott-Paine a principios de 1916, quien renombró la empresa como Supermarine Aviation Works Limited de acuerdo con la dirección telegráfica de la compañía.

## Política

### Parlamento
Como hombre de medios económicos, Billing se presentó a las elecciones parciales de Mile End en 1916 como candidato independiente, pero no tuvo éxito. Sin embargo, ganó las elecciones parciales de marzo de 1916 en Hertford.
En el Parlamento, coincidiendo con la Primera Guerra Mundial, defendió constantemente la creación de una fuerza aérea, represalias contra los ataques aéreos alemanes, que se tomaran medidas contra la especulación en período de guerra y que se adoptaran medidas para disminuir la influencia de los alemanes en Gran Bretaña. Al hacer preguntas incómodas al gobierno, generalmente era apoyado por Arthur Lynch.
En 1917, después de un altercado en la Cámara de los Comunes, Noel Pemberton Billing retó al parlamentario conservador Martin Archer-Shee a un combate de boxeo en público (cuya recaudación se destinaría a fondos para obras caritativas), pero Archer-Shee se negó.
Tras un desacuerdo sobre el procedimiento parlamentario, y con Billing negándose a sentarse mientras "los alemanes estén corriendo por este país", sería expulsado de la Cámara de los Comunes y suspendido como diputado el 1 de julio de 1918.
En las elecciones generales de 1918, fue uno de los pocos en vencer a un candidato de la Coalición del Cupón, y duplicó su mayoría.
Renunció a su escaño en 1921, al aceptar la administración del Manor de Northstead, manifestando que Lloyd George había convertido la Cámara de los Comunes en un lugar "malsano e injusto" "por instigación de una camarilla de financieros internacionales".

### Defensa del poderío aéreo
Durante la Primera Guerra Mundial destacó por su apoyo a la fuerza aérea, acusando constantemente al gobierno de descuidar el tema y abogando por la creación de una fuerza aérea independiente, separada del Ejército Británico y de la Marina Real. Durante el llamado "azote de Fokker" de finales de 1915 y principios de 1916, se volvió particularmente belicoso contra la Royal Aircraft Factory y sus aviones, planteando la cuestión en términos típicamente exagerados una vez que ingresó en el Parlamento. Su prejuicio contra la Fábrica persistió y fue muy influyente. Pidió ataques aéreos contra ciudades alemanas, y en 1917 publicó Air War and How to Wage it, que enfatizaba el papel futuro de las incursiones aéreas sobre las ciudades y la necesidad de desarrollar medidas de protección. Su propio excéntrico diseño de cuatriplano para un caza de defensa local fuertemente armado y equipado con reflectores, el "Supermarine Nighthawk", llegó a ser construido como prototipo, pero tenía un rendimiento insuficiente para ser de alguna utilidad contra los Zepelines.

### Editor y juicio por difamación
A finales de 1916, Billing fundó y editó un diario semanal, The Imperialist. La revista apoyó sus campañas parlamentarias, defendiendo también la igualdad de derechos de voto para hombres y mujeres y la reforma electoral. La revista pasó a llamarse Vigilante en 1918 para reflejar su campaña a favor de un Comité de Vigilancia.
En 1918, el capitán Harold Sherwood Spencer se convirtió en editor asistente y la revista se dejó cada vez más en sus manos. John Henry Clarke y Henry Hamilton Beamish comenzaron a escribir para Vigilante y promovieron teorías de conspiración antisemitas, afirmando que "el esfuerzo de guerra británico estaba siendo socavado por la 'mano oculta' de simpatizantes alemanes y judíos alemanes que operaban en Gran Bretaña". La revista incluyó ataques contra "los judíos, la música alemana, el pacifismo, el fabianismo, los extranjeros, los financieros, el internacionalismo y la hermandad del hombre". Sin embargo, no hay evidencia de que el propio Billing fuera antisemita.
Los artículos más famosos de la revista fueron escritos en gran parte por Spencer, pero bajo el nombre de Billing, y en ellos se afirmaba que los alemanes estaban chantajeando a "47.000 pervertidos británicos de alto rango" para "propagar males que todos los hombres decentes pensaban que habían perecido en Sodoma y Lesbia". Se decía que los nombres estaban inscritos en el "Libro Negro de Berlín" del Mbret de Albania. El contenido de este libro pretendidamente revelaba que los alemanes planeaban "exterminar la hombría de Gran Bretaña" atrayendo a los hombres a la homosexualidad y la pedofilia. “Incluso vagar por las calles no estaba libre de peligro. Agentes del Káiser estaban apostados en lugares como Marble Arch y Hyde Park Corner. En este libro negro del pecado se daban detalles de la desfloración antinatural de niños ... y las esposas de hombres de posicione elevadas estaban implicadas. En el éxtasis lésbico se amenazaban los secretos más sagrados del estado". Atacó públicamente a Margot Asquith, esposa del primer ministro, insinuando que estaba atrapada en esta conspiración. También apuntó a miembros del círculo alrededor de Robbie Ross, el albacea literario de Oscar Wilde, quien apoyó y presentó a poetas y escritores homosexuales.
Publicó un artículo titulado "El culto del clítoris", que implicaba que la actriz Maud Allan, que entonces aparecía en una producción privada de Salomé organizada por Ross, era una lesbiana asociada con los conspiradores. Esto condujo a un caso de difamación sensacionalista, en el que Billing se representó a sí mismo y ganó. Lord Alfred Douglas, un ex amante de Oscar Wilde, testificó a favor de Billing, al igual que la amante de Billing, Eileen Villiers-Stuart, quien afirmó haber visto el "Libro Negro" e incluso sostuvo ante el tribunal que el juez, Charles Darling, figuraba en el libro.
La victoria de Billing en este caso le reportó una importante publicidad y gran popularidad. Posteriormente indicó que nunca había creído que existiera tal libro, pero que todo el asunto había sido urdido "para asustar a aquellos en posiciones prominentes cuyos gustos sexuales podrían haberlos llevado a ser chantajeados por agentes alemanes".
El escritor Michael Kettle ha afirmado en su libro Salome's Last Veil: The Libel Case of the Century que el caso de difamación de Maud Allan era parte de un complot de los generales para evitar que Lloyd George firmara una paz temprana con Alemania.

### Comité de vigilancia
Si bien el poderío aéreo era su principal preocupación general, la principal campaña política de Pemberton Billing era el establecimiento de un comité de nueve políticos independientes que fiscalizarían al gobierno en la Cámara de los Comunes. Fue muy crítico con la política de partidos, defendiendo que era una "enfermedad" que volvía "corruptos" a todos los gobiernos. El nombre se refería explícitamente al Comité de Vigilancia de San Francisco.
Luego creó una Sociedad de Vigilancia para presentarse a las elecciones. La Sociedad se disolvió en 1919, cuando Billing se desilusionó con Spencer, Beamish y Clarke.

## Años de entreguerra
Después de la revolución rusa, Billing comenzó a expresar fuertes opiniones anticomunistas, y en 1919 apoyó la intervención militar británica contra los bolcheviques en Rusia.
Después de la guerra, sufrió cada vez más problemas de salud, lo que contribuyó a su retiro temporal de la política en 1921. Renunció dramáticamente a su escaño en el Parlamento, instando a sus electores a no votar en las siguientes elecciones parciales. Sin embargo, continuó estando activo, escribiendo obras literarias y produciendo películas. En 1927 escribió una obra de teatro, High Treason, inspirada en la película Metrópolis de Fritz Lang. Era un drama de ciencia ficción sobre el pacifismo ambientado en un futuro 1940 (luego cambiado a 1950), cuando los "Estados Unidos de Europa" entran en conflicto con el "Imperio de los Estados Atlánticos". En 1929, Maurice Elvey hizo una película de la obra con el mismo título. Fue lanzada en dos versiones, una muda y otra hablada, pero ninguna tuvo éxito.
Volvió a representar a East Hertfordshire en las elecciones generales de 1929. En 1938, publicó un folleto de protesta contra los Acuerdos de Múnich suscritos por Neville Chamberlain.

## Australia
Billing emigró a Australia después de la Primera Guerra Mundial. Allí fue donde patentó un sistema de grabación destinado a producir discos grabados lateralmente con diez veces la capacidad de los sistemas existentes. El "Controlador de Grabación World" de Billing se instalaba sobre un gramófono estándar con motor de cuerda, y permitía que la velocidad de la plataforma giratoria pasara de 33 rpm a 78 rpm mientras se reproducían los discos grabados con su sistema, de forma que la velocidad a la que el surco grabado pasaba por la aguja se mantenía constante. Esto permitía más de diez minutos de tiempo de reproducción por cara de los discos de 12 pulgadas grabados con este sistema, pero el alto costo de los discos de larga duración (10 chelines cada uno) y la complejidad del sistema auxiliar de reproducción impidieron su aceptación popular.
En 1923 instaló una planta de grabación de discos, bajo el nombre de World Record (Australia) Limited. La planta estaba en Bay Street Brighton, un suburbio de Melbourne, desde donde produjo sus discos de 78 rpm a 33 rpm. La planta también fue la base de la estación de radio 3PB, que fundó en agosto de 1925 con el propósito de transmitir las grabaciones de la compañía. Era una "licencia de fabricante" limitada, un tipo que solo estuvo disponible durante los primeros años de la radiodifusión inalámbrica en Australia. 3PB solo se mantuvo en el aire durante cuatro meses.
La primera grabación realizada por World Record (Australia) fue lanzada en julio de 1925 y contó con la Havana Band de Bert Ralton, que luego se presentó en el Esplanade Hotel en el barrio de St Kilda en Melbourne.

## Otras invenciones

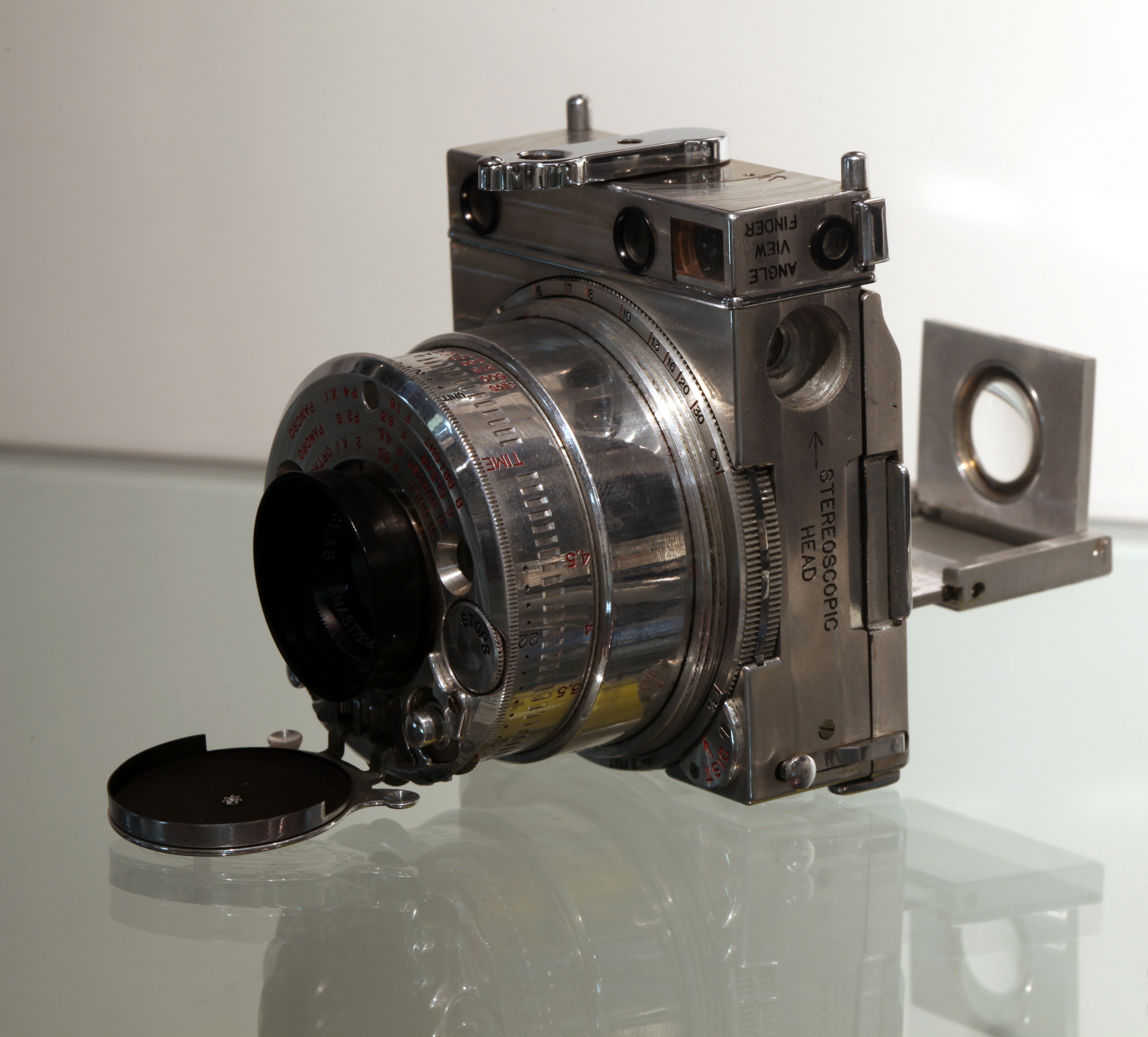
Cámara Compass

Otro invento musical, el disco irrompible "Duophone", apareció en 1925, pero se suspendió en 1930 porque su material se agotó rápidamente y la mayoría de las grabaciones de Duophone se hicieron mediante el obsoleto proceso acústico.
En 1936, Billing diseñó la cámara LeCoultre Compass en miniatura. En 1948, ideó la cámara "Phantom" para ser utilizada por espías. Nunca entró en producción, pero su rareza hizo que en 2001 se vendiera una por 120.000 libras, un precio récord para cualquier cámara.
Poco antes de la Segunda Guerra Mundial, Billing afirmó haber inventado una bomba volante sin tripulación, pero el diseño no prosiguió.

## Segunda Guerra Mundial
En 1941, Billing intentó volver a la política, buscando replicar su éxito durante la Primera Guerra Mundial como crítico de la conducción de la guerra. Abogó por la derrota de Alemania solo con bombardeos y la defensa de Gran Bretaña por un sistema de rayos de luz espaciados dirigidos hacia arriba, lo que confundiría a los bombarderos enemigos. También propuso una reforma de posguerra de la constitución británica, argumentando que las elecciones generales deberían abolirse a favor de un programa continuo de elecciones parciales y que debería crearse una nueva segunda cámara, nombrada entre representantes de oficios y profesiones. También argumentó que debería haber un "parlamento de mujeres" separado, dedicado a los asuntos "domésticos". Se presentó a cuatro elecciones parciales, sobre todo en Hornsey; sin embargo, no pudo ganar un escaño en el parlamento en ninguna de ellas.

## Muerte
Murió el 11 de noviembre de 1948, a la edad de 67 años.

## Apariciones en la literatura
La galardonada trilogía de la Primera Guerra Mundial del novelista Pat Barker, Regeneration, The Eye in the Door y The Ghost Road, se desarrolla en el contexto del caso de difamación de Billing, con varios personajes que mencionan su ominoso libro negro. La novela intermedia, en particular, trata sobre el tratamiento psiquiátrico de los soldados divididos entre el patriotismo y el pacifismo, y entre la homosexualidad y la heterosexualidad.

## Lecturas relacionadas
- Barbara Stoney, Twentieth Century Maverick. East Grinstead: Manor House Books, 2004.
- Barry Powers, Strategy Without Slide-Rule: British Air Strategy 1914–1939, London UK, Croom Helm, 1976
- Hoare, Philip, Wilde's Last Stand: Scandal, Decadence and Conspiracy During the Great War, Duckworth Overlook, London and New York, 1997, 2nd ed., 2011. (concerning Pemberton Billing's trial for criminal libel).
- James Hayward, Myths and Legends of the First World War. Stroud: Sutton, 2002.
- Pemberton-Billing, Noel, Air War: How to Wage It, with some suggestions for the defence of the great cities, Portsmouth UK, Gale & Polden, 1916, 74pp
- Kettle, Michael, "Salome's Last Veil: The Libel Case of the Century" 1977